# 대진여객 (서울)

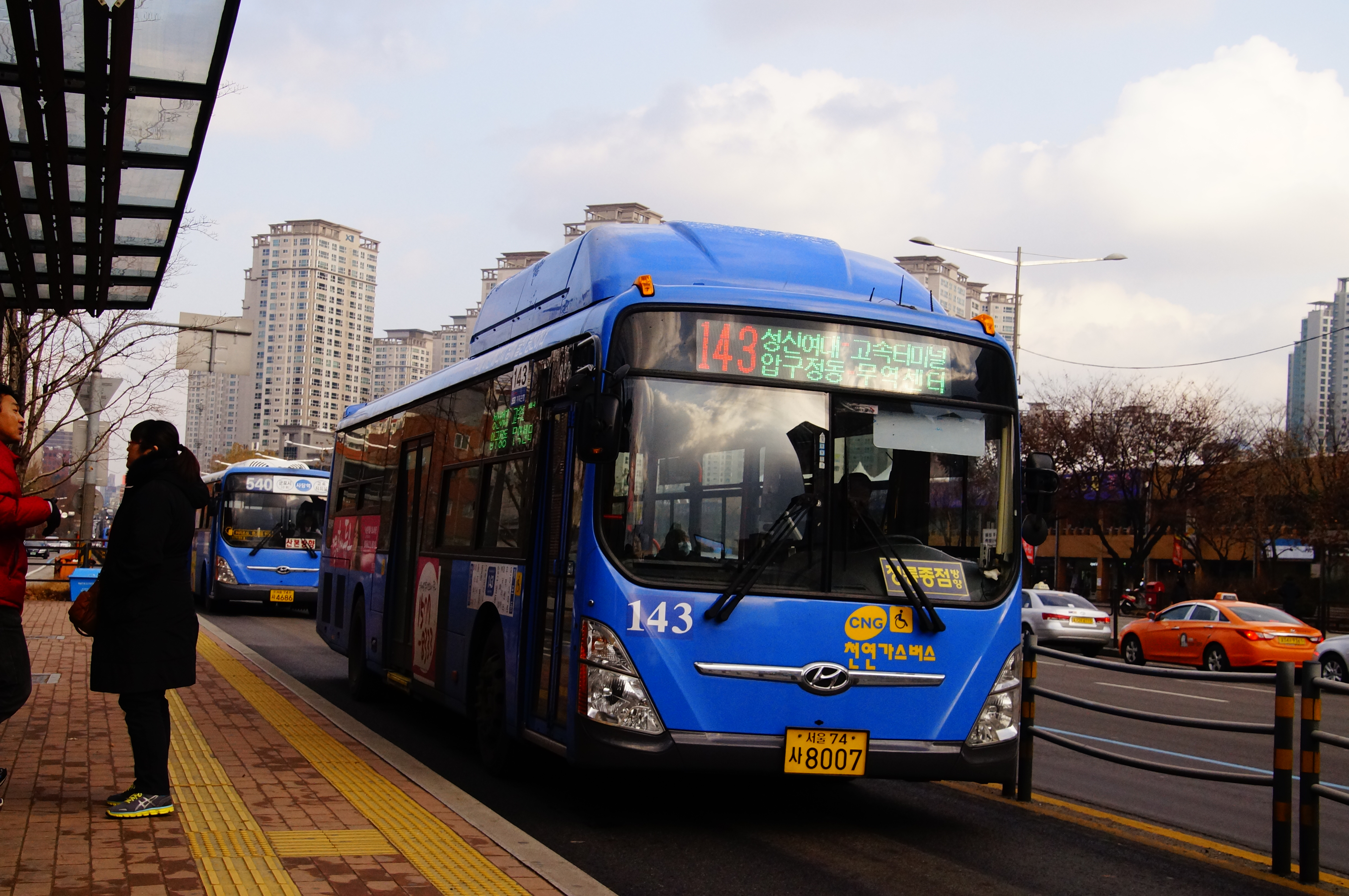
대진여객 소속 서울시내버스 143번

대진여객(大進旅客)은 서울특별시의 시내버스와 서울특별시의 마을버스 업체이다.

## 역사
1962년 6월 삼선합승 (삼선버스, 2001년에 서울승합으로 피합병)의 자회사로서 입석 71번 (1970년 서울시내버스 개편 때 3번으로 변경, 당시 노선은 정릉 - 서강, 현 162번)을 대창운수(이후 동남교통, 2003년 부도로 폐업)와 공동으로 운행하기 시작하여, 1966년 5월 동양교통 (주)로 법인등록하였다. 1978년경 도시형버스 3번은 3번 (정릉 - 영등포)과 302번 (망우리고개 - 서강)으로 분리되어 동양교통은 3번, 정마운수 (대창교통에서 1970년 사명 변경)는 302번을 각각 운행하게 되었다.
1980년, 삼선버스로부터 도시형버스 1번 (정릉 - 신설동 - 한남대교 - 강남구청 - 봉은사)을 양수받아 운행하였고 이때 도시형버스 1-1번 (정릉 - 신설동 - 한남대교 - 고속터미널 - 방배동 - 서울고등학교)을 신설하여 운행하였다. 이후 삼선버스가 서울승합의 자회사화 되면서 동양교통은 삼선버스와 계열분리되었다. 1983년 차고지를 현재의 위치로 이전하였으며, 1983년 상원여객 (2001년 동아운수에 피합병)으로부터 좌석버스 725번을 인수, 4년가량 운행하다가 동남교통에 매각하였다. 1982년 1번 (정릉 - 봉은사)를 1-1번 (정릉 - 서초동)에 통폐합하였고 1987년 1-1번이 1번으로 변경되었고 1989년 1번 회차지를 서울고등학교에서 방배동으로 단축하였다.
1991년 도시형버스 3번과 노선이 동일한 좌석버스 3번 (정릉동 - 영등포)을 운행하기 시작하였으나, 1997년 폐지하여 도시형버스 3번에 통합하였다. 1996년 신진운수(현 진화운수)로부터 감차로 인한 잉여차량을 인수받았다. 1997년 하반기 최대주주가 김기현에서 대진운수 (5-1번, 16번, 710번)로 변경되면서 대진운수의 계열사가 되었고, 1998년 1월 9일 현재의 사명으로 변경하였다.
2000년 10월 계열사 대진운수를 흡수 통합하였고, 2001년 1번의 동덕여자고등학교 경유 지선을 1-1번으로 변경하여 고속터미널 - 동덕여자고등학교 구간으로 단축하였다. 2002년에는 성북구 마을버스 13번, 13-1번, 13-2번을 운행하던 신정운수를 흡수 합병하여 노선번호를 7번, 7-1번, 7-2번으로 변경하였다. 2004년 7월 1일 서울특별시 시내버스 체계개편으로 지선버스 6개/간선버스 3개 노선으로 운행하기 시작하였다. 2008년 5월 1일부터 청와대 순환버스 노선인 8000번의 운행을 개시하였다. (현재는 폐선)

## 운행 노선
2023년 5월 13일 기준이다.
| 운행노선       | 운행구간        | 운행구간 | 운행구간            | 배차간격 (분) | 인가 대수 | 비고                                                                                         |
| -------------- | --------------- | -------- | ------------------- | ------------- | --------- | -------------------------------------------------------------------------------------------- |
| 110번          | 정릉            | ↔        | 정릉                | 8~12          | 45        | A는 시계방향, B는 반시계방향                                                                 |
| 143번          | 정릉            | ↔        | 개포동              | 5~7           | 50        | 구 710번                                                                                     |
| 162번          | 정릉            | ↔        | 여의도              | 5~9           | 31        | 구 3번 변경                                                                                  |
| 1014번         | 성북생태체험관  | ↔        | 종로구민회관.숭인동 | 6~9           | 11        | 신설노선, 구 1번 단축&변경                                                                   |
| 1020번         | 정릉            | ↔        | 교보문고            | 6             | 15        | 구 135-3번 연장                                                                              |
| 1113번         | 정릉            | ↔        | 상월곡역            | 15~25         | 6         | 구 450-1번 변경                                                                              |
| 1114번         | 길음역          | ↔        | 성북생태체험관      | 15~18         | 4         | 구 450번 단축                                                                                |
| 1116번         | 국민대학교      | ↔        | 현대백화점 미아점   | 15~25         | 5         | 2018년 8월 24일 신설                                                                         |
| 1162번         | 성북구민회관    | ↔        | 보문역              | 5~7           | 2         | 구 성북마을 2번. 회차시 성북구청 정문, 삼선동 주민센터 경유. 도원교통과 공동배차로 운행한다. |
| N31번          | 국민대학교      | ↔        | 강동공영차고지      | 38~50         | 4         | 2022년 12월 1일 개통. 대원여객과 공동배차로 운행한다.                                        |
| 8002번(토요일) | 상명대앞        | ↔        | 경복궁역            | 25            | 2         | 신설노선, 현대 카운티 전기버스 운행                                                          |
| 8003번         | 평창동주민센터  | ↔        | 평창동 주민센터     | 19            | 2         | 신설노선, 현대 카운티 전기버스 운행                                                          |
| 성북05번       | 정릉2동주민센터 | ↔        | 정수빌라            | 20            | 1         | 구 성북마을 7-2번                                                                            |
| 성북06번       | 산림초소        | ↔        | 길음역              | 12~15         | 4         | 구 성북마을 7-1번                                                                            |
| 성북07번       | 정릉4동         | ↔        | 길음역              | 10            | 4         | 구 성북마을 7번                                                                              |

## 이전 보유 노선

### 개편전 노선
- 1번, 1-1번, 3번, 5-1번, 16번, 415번 (태진운수와 공동배차), 450번, 450-1번, 452번, 710번, 성북마을 5번, 성북마을 7번, 성북마을 7-1번, 성북마을 7-2번

### 개편후 노선

#### 지선버스
- ● 1012번 : 2005년 6월 폐선 (구 16번 단축)
- ● 1013번 : 2005년 5월 폐선 (구 1번 단축)

#### 마을버스
- ● 강남07번 : 2007년 7월 폐선 (구 강남마을 7번) <스마일버스 강남07번과 무관>

#### 맞춤버스
- ● 8000번 : 청와대 - 시청역 (신설노선, 주말 맞춤버스) (2013년 1월 5일 폐선)
- ● 8222번 : 중랑공영차고지 ↔ 봉화산역 (2015년 용림교통 파산으로 인한 대체 노선. 인가만 있었던 미운행 노선)

## 관련 사항
2016년 당시 KBS 2TV의 《다큐멘터리 - 버스》 편에서도 해당 업체가 가지고 있었던 143번 버스를 운행하고 있는 일화를 다루고 있는 관련 다큐멘터리를 방영한 바 있다. 또한 전국적으로 현대 그랜드 스타렉스를 대도시 마을버스에서 유일하게 투입하고 있는 노선을 보유하고 있으며, 해당 노선은 성북05번 마을버스에 한하여 운행된다. 성북05번 마을버스에 운행중인 현대 그랜드 스타렉스의 차량 고장 또는 기사의 사정이 있을 경우 당연히 운휴한다.

## 보유 차량

#### 현대자동차
- 현대 그랜드 스타렉스
- 현대 E-카운티
- 현대 카운티 뉴 브리즈 EV
- 현대 그린시티
- 현대 뉴 슈퍼 에어로시티
- 현대 저상 뉴 슈퍼 에어로시티
- 현대 일렉시티

#### 우진산전
- 우진산전 아폴로 1100

## 갤러리

서울시내버스 110B번 (대차 전)
서울시내버스 143번 (대차 전)
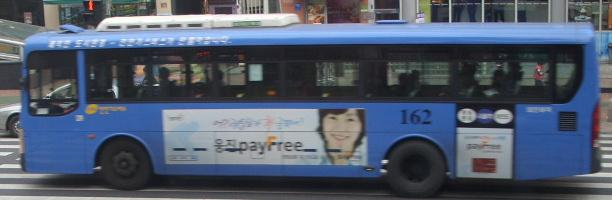
서울시내버스 162번
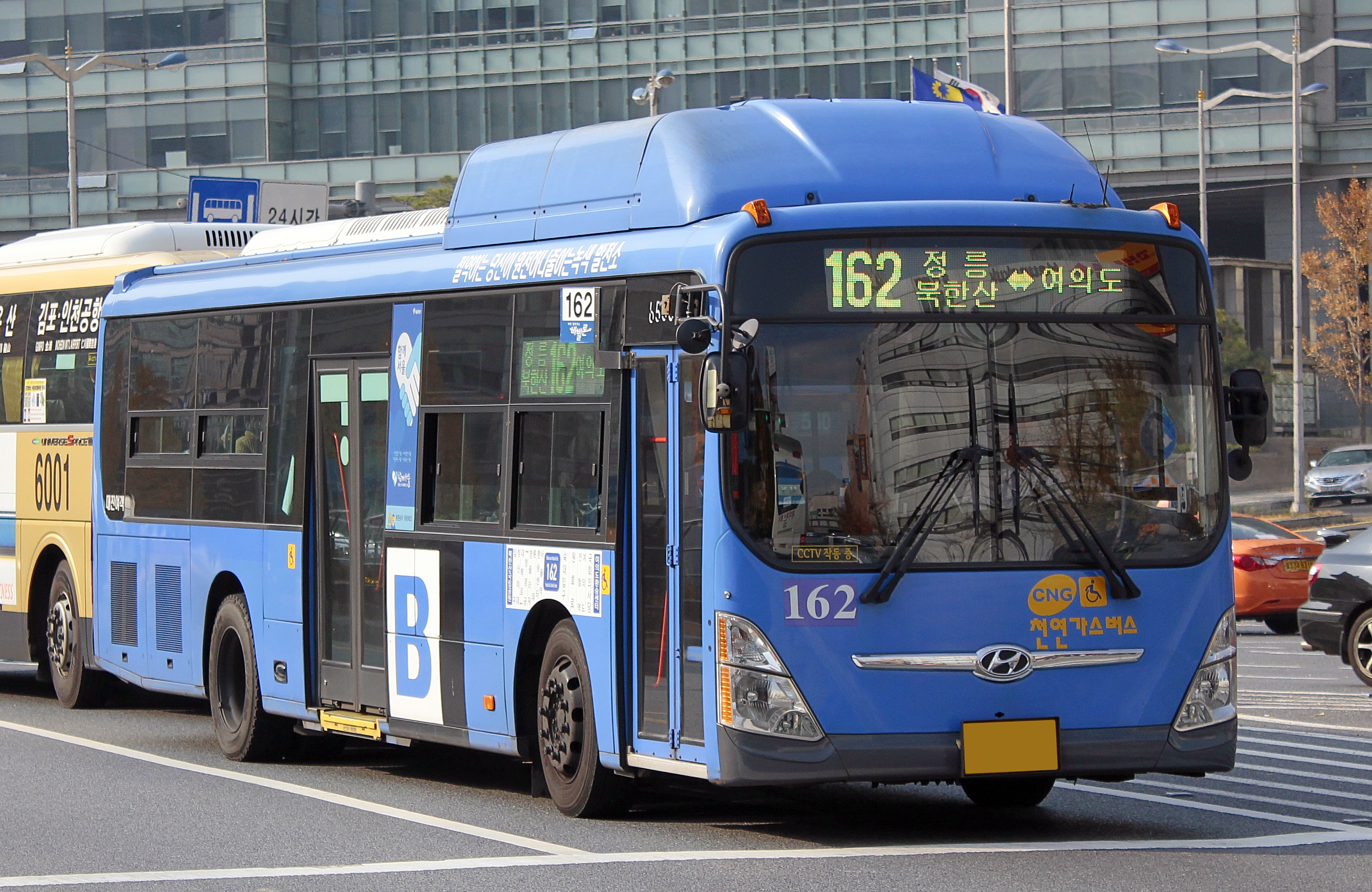
서울시내버스 162번
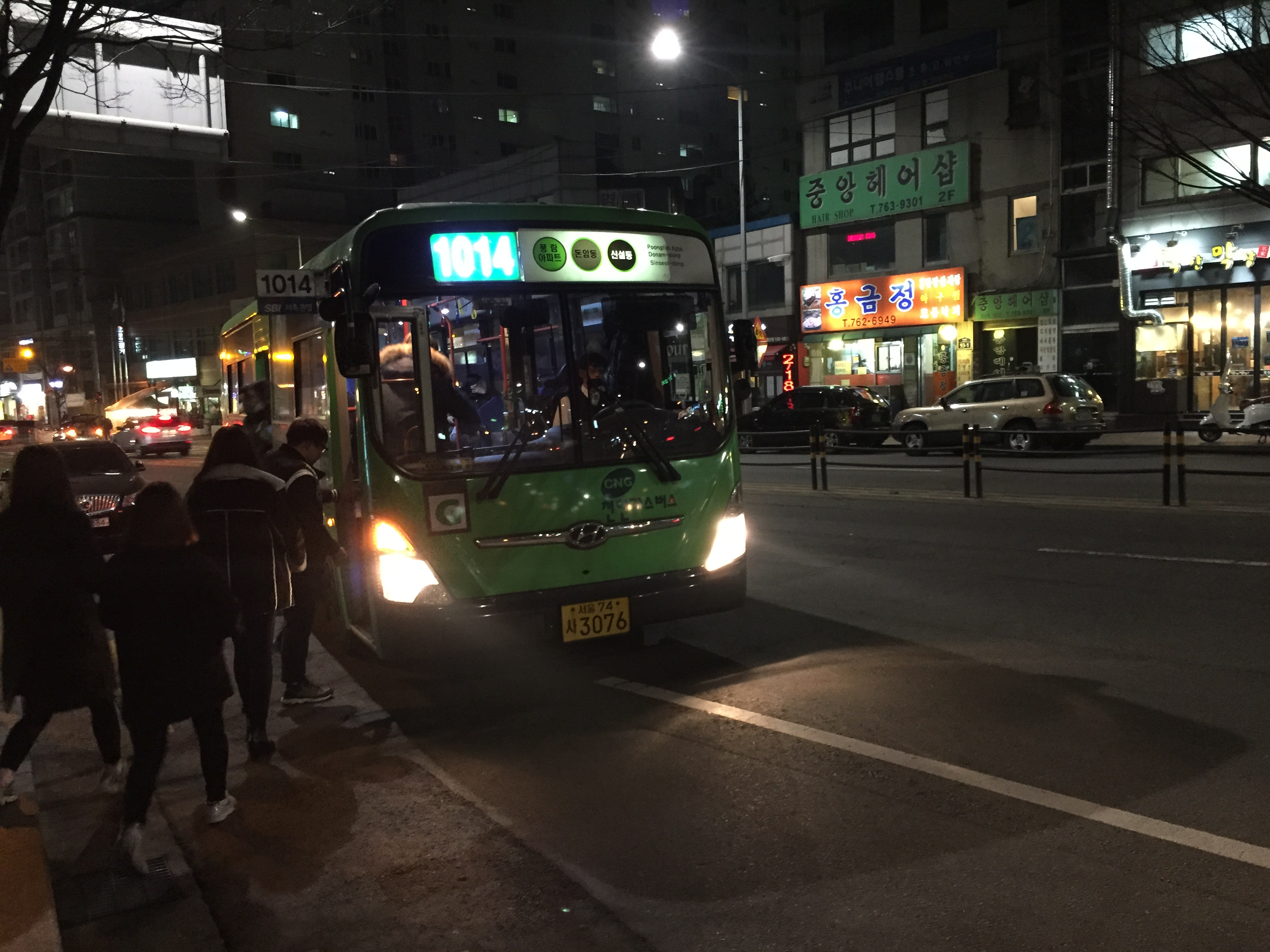
서울시내버스 1014번
서울시내버스 구 8000번 (대차 전)